# Elecciones al Parlamento Europeo de 2019 (Bulgaria)
Las elecciones al Parlamento Europeo de 2019 en Bulgaria se llevaron a cabo el 26 de mayo de 2019, con el propósito de elegir los 17 escaños búlgaros del Parlamento Europeo. El país forma una circunscripción única, con miembros elegidos por representación proporcional utilizando listas abiertas, así como el método del resto mayor al momento de su distribución.
Pudieron sufragar aquellos ciudadanos europeos mayores de 18 años.

## Resultados
| Partido                 | Partido                                                                             | Votos     | %     | +/-  | Escaños | +/-         | Partido europeo | Partido europeo |
| ----------------------- | ----------------------------------------------------------------------------------- | --------- | ----- | ---- | ------- | ----------- | --------------- | --------------- |
|                         | Ciudadanos por el Desarrollo Europeo de Bulgaria (GERB)                             | 607 194   | 31,07 | 0,67 | 6       | Sin cambios | PPE             |                 |
|                         | Partido Socialista Búlgaro (BSP)                                                    | 474 160   | 24,26 | 5,33 | 5       | 1           | PES             |                 |
|                         | Movimiento por los Derechos y Libertades (DPS)                                      | 323 510   | 16,55 | 0,72 | 3       | 1           | ALDE            |                 |
|                         | Organización Revolucionaria Interior Macedonia – Movimiento Nacional Búlgaro (BMPO) | 143 830   | 7,36  |      | 2       | 1           | ECR             |                 |
|                         | Bulgaria Democrática (BD)                                                           | 118 484   | 6,06  |      | 1       | Sin cambios | PPE             |                 |
|                         | Volya                                                                               | 70 830    | 3,62  | Nv.  |         |             |                 |                 |
|                         | Frente Nacional para la Salvación de Bulgaria (NFSB)                                | 22 421    | 1.15  |      |         |             |                 |                 |
|                         | Movimiento Nacional para la Estabilidad y el Progreso (NDSV)                        | 21 315    | 1,09  |      |         |             |                 |                 |
|                         | Unión Nacional Ataque (ATAKA)                                                       | 20 906    | 1.07  | 1.89 |         |             |                 |                 |
|                         | Renacimiento                                                                        | 20 319    | 1,04  | Nv.  |         |             |                 |                 |
|                         | Otros                                                                               | 192 372   | 6.73  |      |         |             |                 |                 |
|                         |                                                                                     |           |       |      |         |             |                 |                 |
| Votos válidos           | Votos válidos                                                                       | 2 015 341 |       |      |         |             |                 |                 |
| Votos nulos y blancos   | Votos nulos y blancos                                                               | 80.220    |       |      |         |             |                 |                 |
| Total                   | Total                                                                               | 2.095.561 | 100   | -    | 17      | Sin cambios | -               |                 |
| Inscritos/Participación | Inscritos/Participación                                                             | 6 288 656 | 32.64 |      |         |             |                 |                 |